# Fidel Uriarte
Fidel Uriarte Macho (Sestao, 1º marzo 1945 – 19 dicembre 2016) è stato un allenatore di calcio e calciatore spagnolo.
Da tempo sofferente della malattia di Alzheimer, è scomparso nel 2016 all'età di 71 anni.

## Carriera

### Club
Cresciuto nella cantera dell'Athletic Bilbao, debuttò con i Rojiblancos nella Liga nella stagione 1962-63. La sua partita d'esordio fu il 23 settembre 1962, in Malaga-Athletic (2-0).
Con l'Athletic vinse due Coppe del Re ed un Pichichi, come miglior marcatore nella stagione 1967-1968, in cui segnò 22 gol.
Nel 1974 si trasferì al Málaga, club dove rimase per due stagioni prima di ritirarsi dai campi di gioco.
In totale ha giocato 312 partite nella prima divisione spagnola.
Fino al 3 novembre 2016 deteneva il record di essere stato l'ultimo giocatore a realizzare cinque reti in una sola partita con la maglia dell'Athletic, contro il Betis nel 1967, primato poi eguagliato da Aritz Aduriz.

### Nazionale
Con la Nazionale di calcio della Spagna ha disputato 9 incontri. Il suo debutto risale al 28 febbraio 1968 in occasione di Spagna-Svezia (3-1). Ha realizzato la sua unica rete in Nazionale della vittoria esterna in amichevole  contro l'Italia disputata nel febbraio del 1971 a Cagliari.

## Palmarès

### Giocatore

#### Competizioni nazionali
- Coppa di Spagna: 2

Athletic Club: 1968-1969, 1972-1973

#### Competizioni internazionali
- Pequeña Copa del Mundo: 1

Athletic Club: 1967

### Individuale
- Capocannoniere del campionato spagnolo: 1

1967-1968